# Sallay Péter
Sallay Péter (Budapest, 2001. január 9. –) magyar junior teniszező. Junior Davis-kupa 7. helyezett, egyéniben, párosban és csapatban is országos utánpótlás-bajnok, profik között országos bajnok csapatban.

## Pályafutása
Ötévesen kezdett el teniszezni. A magyar válogatott juniorcsapatának U14-es, U16-os és U18-as korosztályban is tagja volt. U14-es és U16-os korosztályban egyéniben, párosban és csapatban is szerepelt az Európa-bajnokságon, a Junior Davis-kupán pedig 7. helyezést ért el a magyar válogatottal 2017-ben. Első ATP szereplésére 2018-ban került sor a Budapest ATP Challenger Cupon.
Az U14-es korosztályban a Magyar Teniszszövetség első helyezettje volt 2015 szeptemberében, Európában pedig a 27. helyen állt 2015 júliusában. Az U16-os korosztályban szintén országos első volt 2016 szeptemberében, míg nemzetközi szinten a nyolcadik helyen állt 2017 júniusában. Az U18-as korosztályban a harmadik helyen állt Magyarországon 2019 januárjában, az ITF Junior ranglistán pedig a 168. helyen állt 2019 áprilisában. A felnőttek között Magyarországon a 19. volt a rangsorban 2018 szeptemberében.

## Stílusa
Jobbkezes, a fonákja kétkezes, 182 cm magas és 72 kg. Jelenleg Morvai Árpád az edzője.

## Sikerei

### Nemzetközi sikerek egyéniben
- Pécs Junior Tennis Cup (2015)
- Hungaro Casing Cup (2015)
- Batta Cup (2016)
- ITF Junior Mostaganem (2018)
- ITF East Africa Junior Circuit 18 & Under KEN 2 (2018)
- ITF East Africa Junior Circuit 18 & Under KEN 3 (2018)
- 7th Nairobi International Junior Championship (2019)

### Nemzetközi sikerek párosban
- Zaba Cup (2015)
- Pécs Junior Tennis Cup (2015)
- Panaceo 2015 Oberpullendorf Europe Junior Tour (2015)
- Marin Suica Junior Open (2016)
- Sport 2000 TE Junior Tour Krems (2016)
- ITF Junior Mostaganem (2018)

### Hazai sikerek egyéniben
- U14: bajnok (2015)
- U16: döntős (2017)
- U18: bajnok (2019)

### Hazai sikerek párosban
- U14: bajnok (2015)
- U16: bajnok (2017)
- U18: bajnok (2018)
- felnőtt: döntős (2018)

### Hazai sikerek csapatban
- U14: bajnok (2015)
- U16: bajnok (2016)
- felnőtt: bajnok (2018)

## Külső hivatkozások
- Sallay Peti a Facebookon
- Sallay Peti az Instagramon